# Antonino Fornari
Antonino Fornari (Arroio do Meio,?  — 11 de dezembro de 2007) foi um político brasileiro.
Foi vice-prefeito e vereador e Arroio do Meio, depois eleito, em 3 de outubro de 1963, deputado estadual, pelo PSD, para a 42ª Legislatura da Assembleia Legislativa do Rio Grande do Sul, de 1963 a 1967.
Após sucessivos mandatos como deputado estadual, ocupou uma cadeira no Tribunal de Justiça Militar do estado.